# GIF의 발음
그래픽 인터체인지 포맷을 의미하는 이미지 포맷 GIF는 1990년대부터 발음 논쟁이 이워져 왔다. 'g'의 경음을 살려 "기프(i/ɡɪf/)"로 발음하여야 한다는 주장과 연음을 살려 "지프(i/dʒɪf/)"라고 발음해야한다는 주장이 존재한다. GIF의 창시자인 스티브 윌하이트는 2013년 웨비상의 수상 소감 자리에서 지프라고 발음하는 것이 옳다고 밝혔다. 반면에 대중은 연음보다 경음 'g'를 살려 발음하는 경우가 더욱 많으며, 일부는 글자를 따로 읽어 "지 아이 에프(i/dʒiː aɪ ɛf/)"라 하기도 한다.

## 배경

뉴턴의 요람을 묘사하고 있는 GIF

GIF는 그래픽 인터체인지 포맷(영어: Graphic Interchange Format)의 두문자어로 1987년 스티브 윌하이트가 미국의 온라인 서비스 제공자 컴퓨서브(CompuServe)에서 개발하였다. 보통 GIF는 짧고 반복적인 애니메이션을 보여주기 위해 사용된다. 보통 단음절로 발음되는 GIF는 발음에 대한 논쟁이 존재한다. 일부는 경음 'g'로 발음하여 "기프(i/ɡɪf/)"로 말한다고 주장하는 반면 연음 'g'로 발음하여 "지프(i/dʒɪf/)"라 말해야 한다고 주장하였다. 이와는 별개로 각각의 문자를 따로 발음해 "지 아이 에프(i/dʒiː aɪ ɛf/)"로 말해야 한다는 주장도 존재한다.

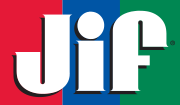
땅콩 버터 회사 지프의 로고

컴퓨서브가 개발한 그래픽 게시판 컴퓨쇼(CompuShow)의 FAQ 섹션에서 GIF는 연음 g로 발음된다고 게재되어 있었고, "현명한 프로그래머들은 ... '지프'를 선택한다"라는 문구를 언급하면서 미국의 땅콩버터 회사인 지프의 광고 문구 "현명한 엄마들은 지프를 선택한다"를 오마주한 것이라고 밝혔다. ABC 뉴스는 GIF의 발음 논쟁은 "이미지 포맷 백과사전의 저자가 자신이 연음 'g'를 선호하는 것과는 다르게 '대부분의 사람'들이 경음 'g'를 사용한다는 점을 이야기한 것을 보아 1994년까지 거슬러 올라간다"고 전하였다.

### 다른 언어
프랑스어에서는 [dʒ]나 [ɡ]보다는 유성 후치경 마찰음인 [ʒ]로 발음한다. [ʒ]는 프랑스어 'joie'에서 나는 발음이나 영어 'vision' 또는 'measure'에서의 's' 소리가 난다. 그러므로 프랑스어에서는 지프(프랑스어 발음: [ʒif])라고 발음한다. 일부 언어에서는 경음이나 연음 'g'를 사용하지 않기도 한다. 예컨대 스페인어나 핀란드어에서는 [ʒ] 발음이 존재하지 않으며, 많은 아랍어의 사투리에서는 [ɡ] 발음이 없다. 노르웨이어에서는 ⟨gi⟩의 발음이 영어 단어 'yes'의 'y' 발음과 같은 경구개 접근음 [j]을 사용하지만 경음 'g'를 살려 발음한다.

## 분석

### 이유
영어에서는 'gi'라는 단어가 통상적으로 경음이나 연음 중 어떻게 발음되는지에 대한 규칙이 없다는 점이 존재한다. 가령 선물을 의미하는 영어 'gift'는 경음 'g'를 사용하여 /ɡɪft/라고 발음하는 반면 진을 의미하는 영어 'gin'은 /dʒɪn/으로 발음한다. 고대 영어에서는 'g'가 연음 'g' 소리 뿐만 아니라 'y'의 자음 소리를 만들었으며, 뒤에 'i'가 올 경우에는 경음과 연음 'g' 모두가 지속적으로 사용되었다.

### 설문 조사
2014년 마셔블이 전 세계 3만여 명을 넘게 설문 조사를 한 결과 10명 중 7명은 경음 'g'를 사용해 발음을 하고 있었다. 반 데르 뮐렌은 의견을 표출한 사람 중 57.2%가 경음 'g'를 지지한 반면 31.8%만이 연음 'g'를 선호했으며, 8.2%의 이용자는 두 발음을 모두 사용하지만 연음 'g'를 조금 더 선호하는 경향이 있다고 분석했다. 그리고 오직 2.8%만이 한 글자씩 발음하는 것을 선호했다고 밝혔다.

### 사전
Dictionary.com에서는 GIF의 발음이 경음과 연음 둘 다 된다고 기재하였으며, 그중 후자를 주 발음으로 표기하였다. 반면에 케임브리지 미국식 영어 사전(영어: Cambridge Dictionary of American English)와 케임브리지 상급 학습자 사전(영어: Cambridge Advanced Learner's Dictionary)에서는 오직 경음 'g'만을 표기하였다. 온라인 메리엄-웹스터와 렉시코 사전은 두 발음 모두 기재하였다. 신 옥스포드 미국 사전(영어: New Oxford American Dictionary)의 2005년 판에서는 연음 'g'만을 언급했지만, 2010년 개정판에서는 두 발음 모두 적되 연음 발음을 앞에 적었다. 프랑스의 로베르 소사전(프랑스어: Petit Robert)과 라루스 소사전에서는 [ʒif]만 적었다. 노르웨이어 사전인 노르웨이어 학회 사전(노르웨이어: Det Norske Akademis ordbok)에서는 경음 'g'를 썼다.

## 사건

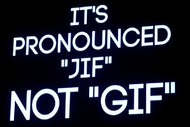
2013년 웨비상에서의 슬라이드

2013년 5월, 윌하이트는 웨비상에서 인터넷에 기여한 공로를 인정받아 평생공로상을 수상하였다. 윌하이트는 수상 소감을 말하는 대신 아래의 다섯 단어를 슬라이드로 보여주었다.
여기서 'JIF'는 연음 'g'를 사용한 발음을 의미한다. 수상 소감 이후 윌하이트는 뉴욕 타임스와의 인터뷰에서 "옥스포드 영어사전에서는 두 발음이 모두 맞다고 표기합니다. 그들은 틀렸어요. 이건 연음 g예요 ... 더 이상의 할 말은 없어요"라고 자신의 생각을 밝혔다.

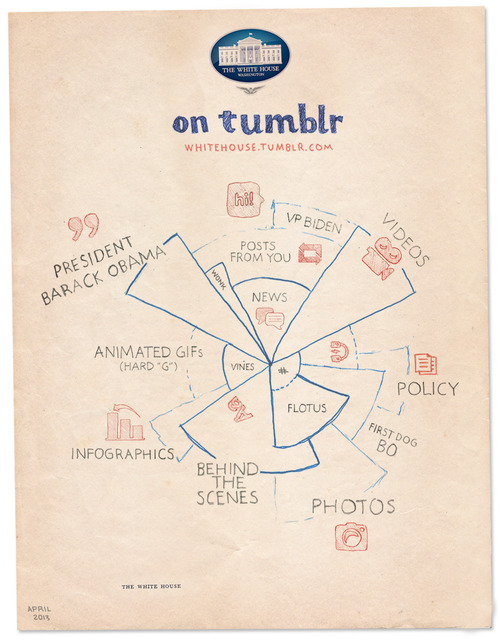
백악관의 텀블러 계정이 올린 그림. GIF의 발음이 경음 'g'로 발음된다는 내용이 포함되어 있다

시상식에 참석했던 청중들은 소감에 긍정적인 반응을 보였지만, 일부가 웹사이트에서 윌하이트의 발음에 반발을 일으키는 등 온라인상에서 논란을 일으켰다. 반 데르 뮐렌은 GIF에 대해 "자신의 만들어낸 단어(조금 더 정확하게 말하면 두문자어)에 대한 용법을 조언한 최초의 고안자인 것 같다"고 이야기했다. 해당 수상 소감은 트위터에서 1만 7000여 건의 트윗이 쓰이며 트렌드 토픽으로 떠올랐으며, 관련 기사가 50건 넘게 작성되었다. 컬럼비아 저널리즘 리뷰는 수상 소감으로부터 3년이 지난 후 "정점에 이르렀던 것 같다"고 언급했다. 땅콩버터 회사인 지프는 트위터에서 연설에 대해 어떤 기분이 드냐는 트윗에 "우리는 오늘 그에게 정말 빠졌다"고 답했다. 7년 후 지프는 GIF 호스팅 플랫폼인 기피(GIPHY)와 홍보 활동을 했다. 두 회사는 경음 'g'가 올바른 발음이고, 한정판으로 'JIF' 대신 'GIF'가 쓰인 라벨을 붙인 땅콩버터를 판매하였다.
2013년 10월, 뉴욕 타임스는 "지프라고 발음되는 GIF는 1987년에 발명된 압축 이미지 파일 형식이다"로 시작하는 기사를 써 소셜 미디어에서 비판을 받았다. 해당 기사에는 윌하이트의 수상 소감 및 인터뷰에서 한 말이 담긴 기사를 링크해 두었다. 2013년 12월, 게임 쇼 제퍼디!의 진행자 앨릭스 트리벡은 회차의 마지막 문제가 윌하이트의 주장 및 발음에 대한 의견을 언급했을 때 언론의 관심을 끌었다. 트레벡은 3명의 참가자 모두 정답에 'GIF'라는 단어가 뜨자 연음 'g'로 발음하였다. 그 직전 트레벡은 각각의 글자를 개별적으로 발음해 중립을 지켰다.
2014년 6월, 당시 미국의 대통령이었던 버락 오바마는 텀블러의 설립자 데이비드 카프와의 대화에서 GIF를 읽을 때 경음으로 발음해야 한다고 주장하였다. 데일리 닷의 마일스 클리는 백악관 공식 텀블러 계정에서 올린 그림 중 "움직이는 GIF (경음 'g')"라는 문구가 담긴 그림을 집중 조명하였다.